# NGC 276
NGC 276 là một thiên hà xoắn ốc có thanh nằm cách Hệ mặt trời khoảng 626 triệu năm ánh sáng trong chòm sao Kình Ngư, được Frank Muller phát hiện vào năm 1886 và sau đó cũng được DeLisle Stewart quan sát thấy.